# Jørgen Bentzon

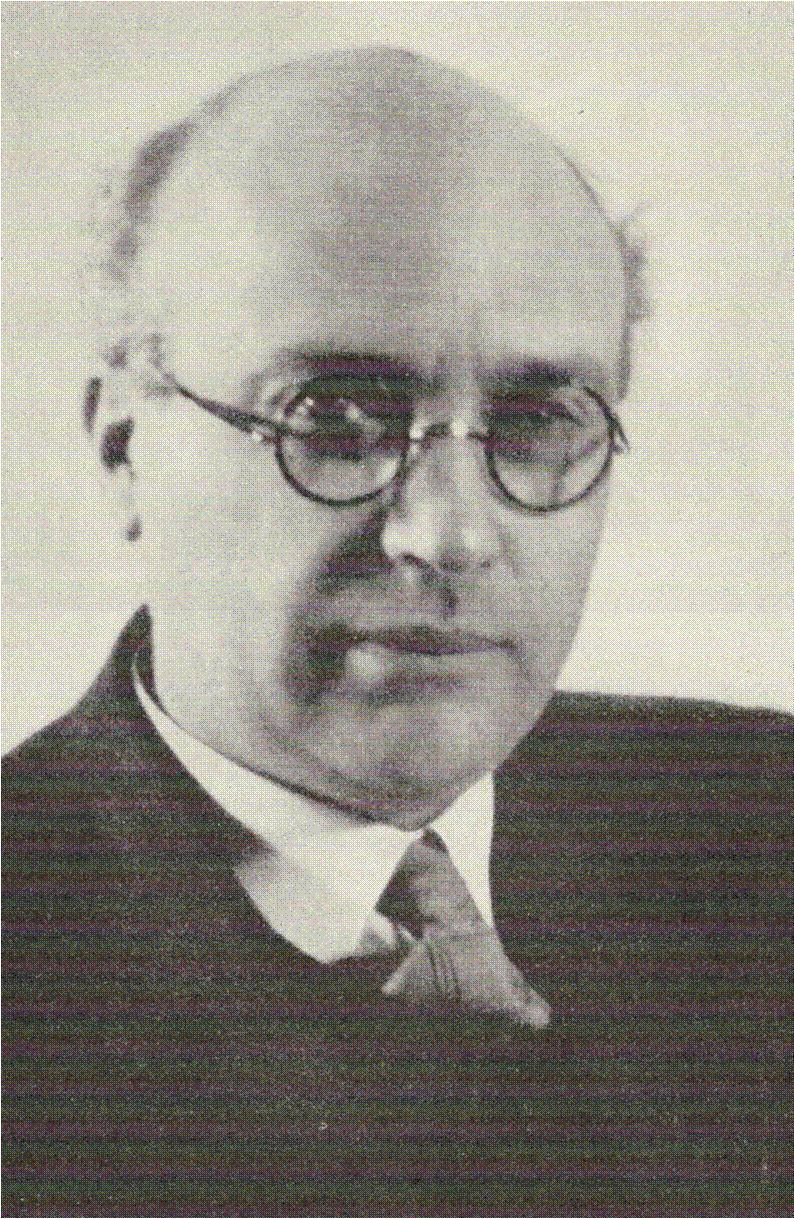
Jørgen Bentzon

Jørgen Liebenberg Bentzon (* 14. Februar 1897 in Kopenhagen; † 9. Juli 1951 in Hørsholm) war ein dänischer Komponist.

## Leben und Wirken
Nach dem Abitur 1914 studierte er Jura an der Universität Kopenhagen (Staatsexamen 1920). Parallel erhielt er Musikunterricht bei Christy Bentzon (Harmonielehre) und Carl Nielsen (Kontrapunkt). In Rom erhielt er privaten Klavierunterricht. 1920/21 studierte er am Leipziger Konservatorium bei Sigfrid Karg-Elert (Komposition), Hans Sitt (Partiturspiel) und Otto Weinreich (Klavier). Zurück in Kopenhagen trat er in das Justitsministeriet ein. 1927 wurde er Sekretär und 1933 Protokollsekretär am Reichsgericht.
Er widmete sich besonders der Förderung der Musikerziehung. Viele seiner Werke sind für die Aufführung durch Schulorchester vorgesehen. Beeinflusst von der Jugendmusikbewegung um Fritz Jöde gründete er zusammen mit Finn Høffding 1931 in Kopenhagen eine Volksmusikschule.
Bentzon komponierte neben zahlreichen kammermusikalischen Werken zwei Sinfonien, weitere sinfonische Orchesterwerke, zwei Ouvertüren, die Oper Saturnalia (1944, nach Apuleius), Orchestervariationen, ein sinfonisches Trio, Kantaten, Chöre und Lieder.
Sein Opus 1 aus dem Jahre 1921 sind Variationen zu einem Thema von Chopin für Piano.